# Secuestro del vuelo 601
Secuestro del vuelo 601 es una miniserie de televisión colombiana creada por Pablo González y C. S. Prince y protagonizada por Mónica Lopera, Enrique Carriazo, Ángela Cano, Valentín Villafañe y Alián Devetac. Fue estrenada el 10 de abril de 2024 a través de la plataforma Netflix y está basada en los sucesos reales del vuelo 601 de SAM Colombia, registrados el 30 de mayo de 1973, y en el libro Los condenados del aire del periodista italiano Massimo Di Ricco.

## Sinopsis
Dos delincuentes armados originarios de Paraguay secuestran un vuelo comercial de la aerolínea Aerobolívar y amenazan con matar uno a uno a sus rehenes si el gobierno colombiano no paga una cuantiosa cifra de dinero. Edilma Pérez, una azafata con problemas familiares, tendrá que llevar las riendas de la situación con la ayuda de su compañera Bárbara.

## Reparto
- Mónica Lopera es Edilma "Edie" Pérez
- Ángela Cano es María Eugenia "Bárbara" Gallo
- Christian Tappan es el Comandante Richard Wilches
- Valentín Villafañe es Eusebio "Ulises" Borja
- Alián Devetac es Francisco "Toro" Solano
- Enrique Carriazo es Ingeniero Álvaro Aristides "Pirateque"
- Marcela Benjumea es Manchola Sáenz
- Johan Zumaqué es Copiloto Guillermo Luis Lequerica
- Ilenia Antonini es Marisol
- Carlos Manuel Vesga es Francisco "El Flaco" Marulanda
- Fernando Arévalo es Manuel Ordoñez
- Cristina Restrepo es Elvira
- Laura Rodríguez es Amparo
- Mario Ruiz es Jorge Enrique
- Patricia Ércole es Marta Lucía
- Rafael Novoa es el Comandante Cabrera
- Juan Pablo Raba es Checho
- Ernesto Benjumea como el Viceministro Julio César Esguerra
- Matías Rodríguez como William Pérez
- Jerónimo Díaz Grimaldo como Boris Pérez
- Salvador Escalante como Roberto Pérez
- Juan Cruz como Eliecer
- Natalia Giraldo como Rocío
- Alejandra Chamorro como Vanessa
- Lucía Bedoya es una pasajera

## Episodios
| No. | Título                         | Creado por                             | Fecha de lanzamiento original |
| --- | ------------------------------ | -------------------------------------- | ----------------------------- |
| 1   | «Que el cielo te juzgue»       | Pablo González y Camilo Salazar Prince | 10 de abril de 2024           |
| 2   | «Con la muerte en los tacones» | Pablo González y Camilo Salazar Prince | 10 de abril de 2024           |
| 3   | «Noche de perros»              | Pablo González y Camilo Salazar Prince | 10 de abril de 2024           |
| 4   | «Los condenados de la tierra»  | Pablo González y Camilo Salazar Prince | 10 de abril de 2024           |
| 5   | «Odisea aeroespacial»          | Pablo González y Camilo Salazar Prince | 10 de abril de 2024           |
| 6   | «La mujer que sabía demasiado» | Pablo González y Camilo Salazar Prince | 10 de abril de 2024           |

## Recepción
La reseña del diario El Comercio asegura que, aunque la serie se toma muchas libertades en comparación con la obra literaria de Di Ricco, el resultado es «un producto musical, atrapante y fundamentalmente entretenido». Para Leonardo D'Espósito de La Nación, «la mezcla de elementos» presente en el seriado «proporciona al espectador, una vez entrado en el juego, la posibilidad de que el salto de tono que muchas veces aparece entre esta cantidad de elementos se note poco», y concluyó que la serie es «muchas cosas a la vez, todas ellas entretenidas».